# Tokyo Metro
Tokyo Metro ( Japansk: 東京メトロ Tōkyō Metoro), er en undergrundsbane i Tokyo, Japan. Den har 9 linjer, 179 stationer og er 195,1 km lang.
 Der er for få eller ingen kildehenvisninger i denne artikel, hvilket er et problem. Du kan hjælpe ved at angive troværdige kilder til de påstande, som fremføres i artiklen.

35°41′22″N 139°41′30″Ø / 35.689444°N 139.691667°Ø